# آنتونیو باندراس
خوزه آنتونیو دومینگوئِس باندرا (انگلیسی: José Antonio Domínguez Bandera؛ زادهٔ ۱۰ اوت ۱۹۶۰) که با نام حرفه‌ای آنتونیو باندراس شناخته می‌شود، بازیگر و کارگردان اسپانیایی است. او به خاطر فعالیت خود در ژانرهای گوناگون فیلم شناخته شده‌است و جوایز مختلفی از جمله یک جایزه جشنواره فیلم کن و یک جایزه فیلم اروپا، علاوه بر نامزدی جایزه اسکار، جایزه تونی، دو جایزه امی ساعات پربیننده و پنج جایزه گلدن گلوب دریافت کرده‌است.
موفق ترین کارهای باندراس در اروپا، فیلمهای هموطن وی پدرو آلمودوار در اسپانیا بود و سپس راهی هالیوود شد. باندراس نخستین بار در فیلم کمدی اسکروبال از پدرو آلمودوار با عنوان هزارتوی شور (۱۹۸۲) ظاهر شد. این دو از آن زمان در فیلم‌های زیادی از جمله ماتادور (۱۹۸۶)، قانون میل (۱۹۸۷)، زنان در آستانه فروپاشی عصبی (۱۹۸۸)، منو ببند! (۱۹۸۹) و پوستی که در آن زندگی می‌کنم (۲۰۱۱) همکاری کرده‌اند. باندراس برای فیلم درد و شکوه (۲۰۱۹) جوایز مختلفی را برای بهترین بازیگر مرد از جمله جایزه جشنواره فیلم کن، جایزه گویا و همچنین نامزدی جوایز اسکار و گلدن گلوب را دریافت کرد.
او همچنین برای چندین فیلم هالیوودی، مانند فیلادلفیا (۱۹۹۳)، مصاحبه با خون‌آشام (۱۹۹۴)، دسپرادو (۱۹۹۵)، آدم‌کش‌ها (۱۹۹۵)، اویتا (۱۹۹۶)، و نقاب زورو (۱۹۹۸) شناخته شده‌ است. او همچنین در سه فیلم نخست از مجموعه‌فیلم بچه‌های جاسوس (۲۰۰۱–۲۰۰۳) ظاهر شد و صدای گربه چکمه‌پوش را در فرانچایز شرک (۲۰۰۴–اکنون) و فیلم‌های اسپین‌آف آن گربه چکمه‌پوش (۲۰۱۱) و گربه چکمه‌پوش: آخرین آرزو (۲۰۲۲) ارائه کرده است.
در سال ۲۰۰۳، باندراس نخستین حضور خود را در تئاتر ایالات متحده در نقش گیدو کانتینی در موزیکال نه انجام داد، که برای آن نامزد دریافت جایزه تونی و برنده جایزه درام میز شد. او نامزدی جایزه امی را برای نقش‌هایش در فیلم تلویزیونی پانچو ویلا خودش بازیگر می‌شود (۲۰۰۴) و فصل دوم نابغه (۲۰۱۸) دریافت کرد. بازی او در نقش پابلو پیکاسو در مورد دوم تحسین منتقدان را برانگیخت.

## اوایل زندگی
خوزه آنتونیو دومینگوئز باندرا در ۱۰ اوت ۱۹۶۰ در مالاگا، از افسر ژاندارم گارد مدنی خوزه دومینگوئز پریتو (۱۹۲۰–۲۰۰۸) و معلم مدرسه آنا باندرا گالیگو (۱۹۳۳–۲۰۱۷) به دنیا آمد. او یک برادر کوچکتر به نام فرانسیسکو دارد. باندراس در کودکی می‌خواست یک فوتبالیست حرفه ای شود تا اینکه پای شکسته اش رویاهای او را در سن ۱۵ سالگی به حاشیه برد. او علاقه شدیدی به هنرهای نمایشی نشان داد و بخشی از مدرسه-تئاتر «آرا» که توسط آنجلس روبیو-آرگولس ای الساندری (همسر دیپلمات و فیلمساز ادگار نویل) اداره می‌شد و کالج هنرهای دراماتیک، هر دو در مالاگا، تشکیل شد. کار او روی صحنه و اجراهایش در خیابان‌ها در نهایت باعث شد در تئاتر ملی اسپانیا جایگاهی برای خود پیدا کند.

## زندگی حرفه‌ای

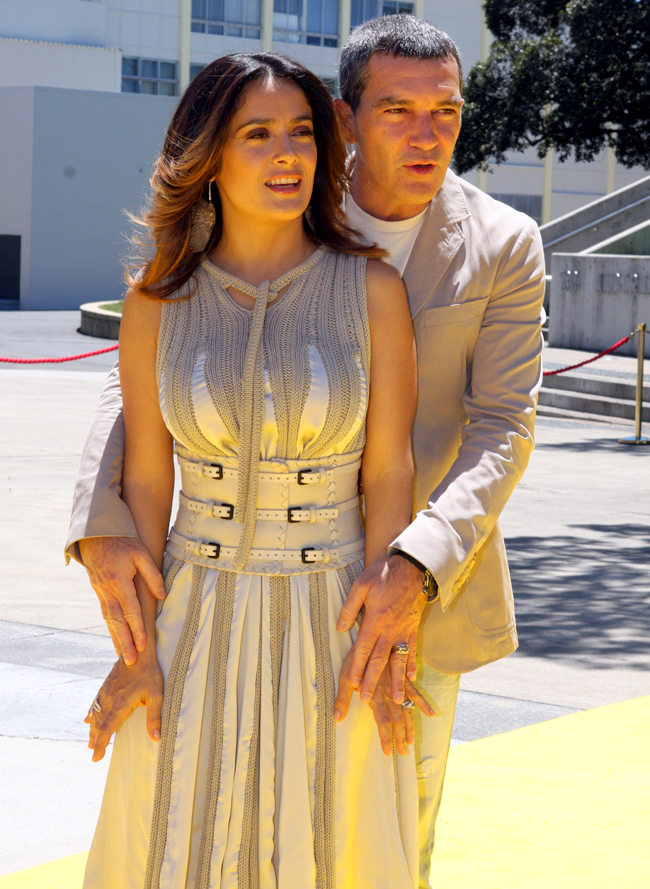
آنتونیو باندراس و سلما هایک در اولین نمایش سه بعدی گربه چکمه پوش 2011.

مراحل رشد در سال ۱۹۸۲ در فیلمی نقش کوتاهی را اجرا کرد و مورد تشویق همه قرار گرفت. در سال ۱۹۸۵ در فیلم ماتادور به کارگردانی «آلمودوار» ایفای نقش کرد. در سال ۱۹۹۲ در فیلم پادشاهان مامبو خوش درخشید و راه برای وی به سوی سینمای آمریکا باز شد، در همان سال ۱۹۹۲ در قسمت اول از سه‌گانه ای درفیلم ال ماریچی به کارگردانی رابرت رودریگز بازی کرد و در سال ۱۹۹۵ در قسمت دوم و ادامه همان فیلم به نام دسپرادو به کارگردانی رابرت رودریگز به ایفای نقش پرداخت همچنین در سال ۲۰۰۳ در قسمت سوم این سه‌گانه به نام روزی روزگاری در مکزیک به کارگردانی رابرت رودریگز بازیکرد. البته آنتونیو در سال ۱۹۹۲ هنوز انگلیسی را به خوبی نیاموخته بود، لذا در فیلم پادشاهان مامبو دیالوگ‌ها را به زبان انگلیسی حفظ کرد و بالهجه اسپانیایی به بیان جملات پرداخت.
گام بعدی او بازی با تام هنکس در فیلم فیلادلفیا بود. چندی بعد در برابر تام کروز و برد پیت قرار گرفت و در در فیلم مصاحبه با دراکولا ایفای نقش کرد و سپس با بازی در فیلم خانه اشباح به شهرت رسید.
باندراس با ایفای نقش در فیلم نقاب زورو در سال ۱۹۹۸ به همراه آنتونی هاپکینز و کاترین زیتا جونز در سطح فیلم‌های برتر مطرح شد.

### دهه ۲۰۲۰
در سال ۲۰۲۰، او در کنار رابرت داونی جونیور در فیلم ماجراجویی فانتزی دولیتل ظاهر شد. او در سال ۲۰۲۲ در نقش سانتیاگو مونکادا، آنتاگونیست فیلم آنچارتد ظاهر شد. در سال ۲۰۲۳، او در ایندیانا جونز و گردانه سرنوشت با هریسون فورد، مس میکلسن و توبی جونز ظاهر شده‌است. او همچنین به کار برای دریم‌ورکس انیمیشن بازگشت و صدای خود را به عنوان گربه چکمه‌پوش را در دنباله گربه چکمه‌پوش: آخرین آرزو تکرار کرد. او همچنین در فیلم The Enforcer که در سال ۲۰۲۲ در یونان فیلمبرداری شد، ظاهر می‌شود.

## زندگی شخصی
به عنوان یکی از حامیان قدیمی باشگاه فوتبال مالاگا، باندراس همچنین افسر یک انجمن برادری مذهبی کاتولیک رومی در زادگاهش مالاگا است و در طول هفته مقدس برای شرکت در راهپیمایی‌ها سفر می‌کند، اگرچه یک بار در مصاحبه ای با مجله پیپل خود را یک ندانم‌گرا توصیف کرد.
در ماه مه ۲۰۱۰، باندراس دکترای افتخاری را از دانشگاه مالاگا دریافت کرد. او در سال ۲۰۰۰ مدرک افتخاری را از کالج دیکنسون دریافت کرد
در اوت ۲۰۱۵، باندراس در یک دوره طراحی مد در سنترال سنت مارتینز ثبت نام کرد. از سال ۲۰۱۶، باندراس در انگلستان در کابم اقامت دارد.

### روابط

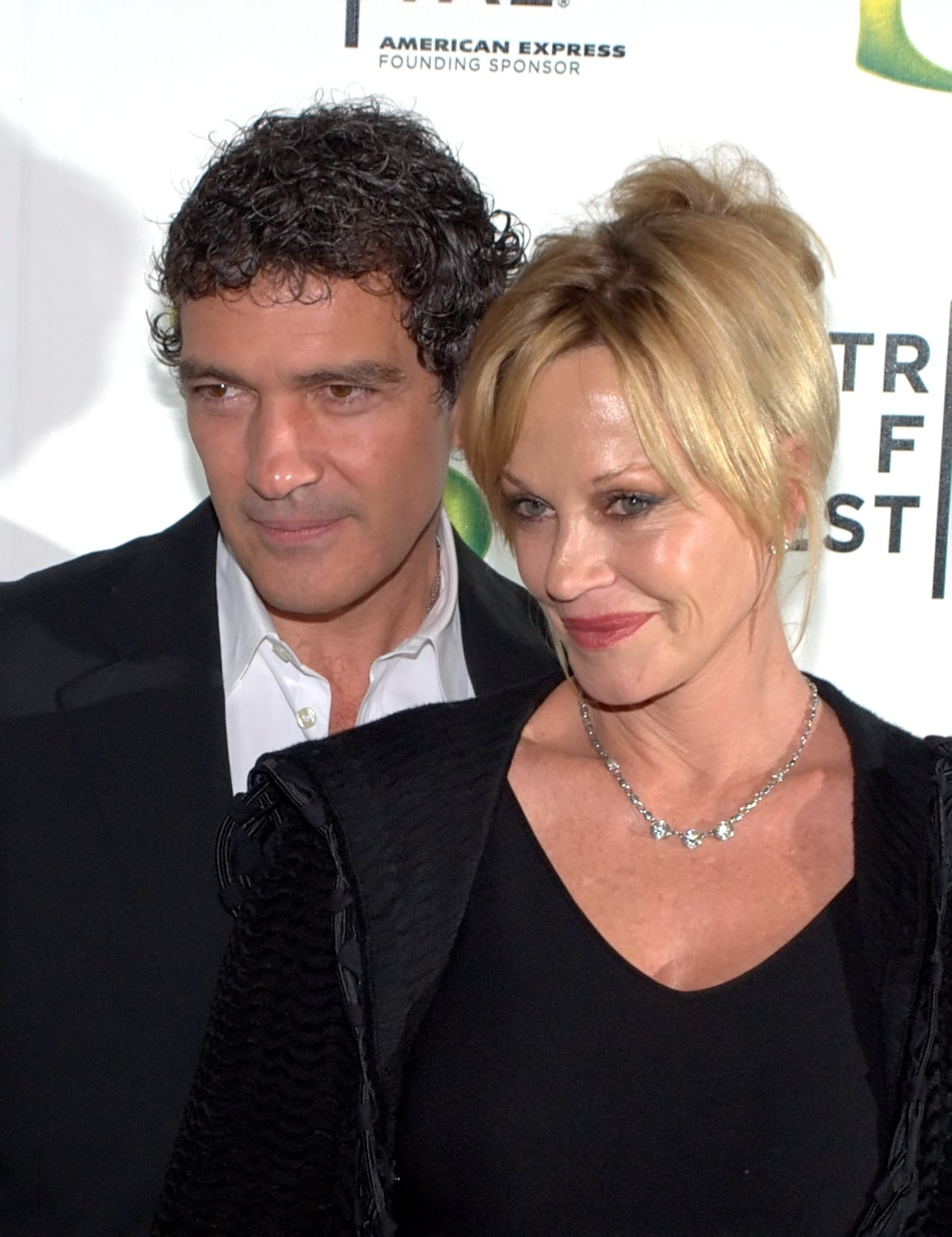
باندراس با همسر سابق خود ملانی گریفیث در سال ۲۰۱۰

باندراس در بین سال‌های ۱۹۸۶ تا ۱۹۸۸ با آنا لزا ازدواج کرد (شرح منابع متفاوت است) و در ۱۹۹۶ از هم جدا شدند. او در سال ۱۹۹۵ هنگام فیلمبرداری فیلم دوتا زیاده با ملانی گریفیث بازیگر آمریکایی آشنا شد و با او رابطه برقرار کرد. آنها در ۱۴ مه ۱۹۹۶ در لندن ازدواج کردند. این زوج یک دختر به نام استلا دل کارمن باندراس (متولد ۲۴ سپتامبر ۱۹۹۶) دارند، که با گریفیث در اولین کارگردانی باندراس ، دیوانه در آلاباما (۱۹۹۹) روی پرده ظاهر شد. در سال ۲۰۰۲، این زوج «جایزه فرشته استلا آدلر» را برای بشردوستی گسترده خود دریافت کردند. گریفیث روی بازوی راست خود یک خالکوبی به نام باندراس دارد.
در ژوئن ۲۰۱۴، باندراس و گریفیث در بیانیه‌ای قصد طلاق خود را «به شیوه‌ای عاشقانه و دوستانه» اعلام کردند. طبق دادخواستی که در دادگاه عالی لس آنجلس ارائه شده‌است، این زوج «اختلافات آشتی ناپذیری» داشتند که منجر به جدایی آنها شد. طلاق در دسامبر ۲۰۱۵ رسمی شد، اما با این وجود باندراس و گریفیث همچنان دوستان صمیمی هستند. داکوتا جانسون، دختر ناتنی سابق او، گفته‌است که باندراس را بخشی از خانواده خود می‌داند که او را «پدر پاداش» خطاب می‌کند.

### سلامتی
در سال ۲۰۰۹، باندراس به دلیل یک تومور خوش‌خیم در پشت خود تحت عمل جراحی قرار گرفت.
باندراس در سخنرانی در جشنواره فیلم‌های اسپانیایی مالاگا در مارس ۲۰۱۷ فاش کرد که در ۲۶ ژانویه ۲۰۱۷ دچار حمله قلبی شده‌است، اما گفت که «جدی نبوده و هیچ آسیبی ایجاد نکرده‌است». به دنبال آن حادثه، او تحت عمل جراحی قلب قرار گرفت و سه استنت در رگ‌هایش قرار گرفت. در مصاحبه ای با هوای تازه در سپتامبر ۲۰۱۹، او آن را به عنوان تغییر زندگی به یاد آورد. او گفت: «این فقط به من دیدگاهی داد که من چه کسی هستم، و فقط باعث شد چیزهای مهم را ببینم. وقتی این را می‌گویم، مردم ممکن است فکر کنند که من دیوانه باشم، اما این یکی از بهترین چیزهایی است که تا به حال در زندگی من اتفاق افتاده‌است.»

### کنشگری
در سال ۱۹۹۶، باندراس در میان دیگر چهره‌های فرهنگی اسپانیایی در ویدئویی از حزب سوسیالیست کارگران اسپانیا در انتخابات عمومی حمایت کرد.
در سال ۲۰۱۳، او از اروپا و ایالات متحده خواست تا از هوگو چاوز در ونزوئلا الگوبرداری کنند و شرکت‌های بزرگ را به عنوان راه حلی برای بحران اقتصادی جهانی ملی کنند.
در ژوئن ۲۰۱۵، باندراس با شرکت در یک رویداد جمع‌آوری کمک‌های مالی سازماندهی شده توسط «دوستان نیروهای دفاعی اسرائیل» (FIDF)، که ۳۱ میلیون دلار برای سربازان اسرائیلی جمع‌آوری کرد، حمایت خود را از اسرائیل نشان داد.

## جوایز و افتخارات
باندراس در طول دوران حرفه‌ای خود نامزدی جوایز زیادی از جمله نامزدی جایزه اسکار برای درد و شکوه دریافت کرده‌است. او همچنین پنج نامزدی جایزه گلدن گلوب را برای کارهایش در فیلم و تلویزیون دریافت کرد. او همچنین دو نامزدی جایزه امی ساعات پربیننده را برای کارش در پروژه‌های تلویزیونی، پانچو ویلا خودش بازیگر می‌شود (۲۰۰۴) و نابغه (۲۰۱۸) دریافت کرده‌است. او همچنین برای بازی در نقش پابلو پیکاسو در «Genius: Picasso» نامزدی جایزه انجمن بازیگران سینما را دریافت کرد. در سال ۲۰۰۳، او نامزد جایزه تونی برای بهترین بازیگر مرد در یک موزیکال برای بازی در تولید موزیکال نه در برادوی شد. با این حال در آن سال او جایزه درام دسک را برای بازیگر برجسته در یک موزیکال برای بازی در نه برد. او در سال ۲۰۱۹ جایزه بهترین بازیگر مرد جشنواره فیلم کن، جایزه فیلم اروپا برای بهترین بازیگر مرد، جایزه گویا برای بهترین بازیگر مرد و جایزه حلقه منتقدان فیلم نیویورک برای بهترین بازیگر نقش اول مرد برای بازی در فیلم درد و شکوه را دریافت کرد.